# Scholars at Risk
Scholars at Risk (SAR) è una rete internazionale di istituti di istruzione superiore con sede negli Stati Uniti. SAR sostiene e difende i principi della libertà accademica. La rete comprende oltre 400 istituti di istruzione superiore in 39 paesi. La sezione nazionale SAR Italia è stata costituita nel 2019.

## Storia
Scholars at Risk è una rete internazionale di università fondata nel 1999 presso l'Università di Chicago. Ha sede nel campus del Greenwich Village della New York University. Il direttore di Scholars at Risk è Rob Quinn.

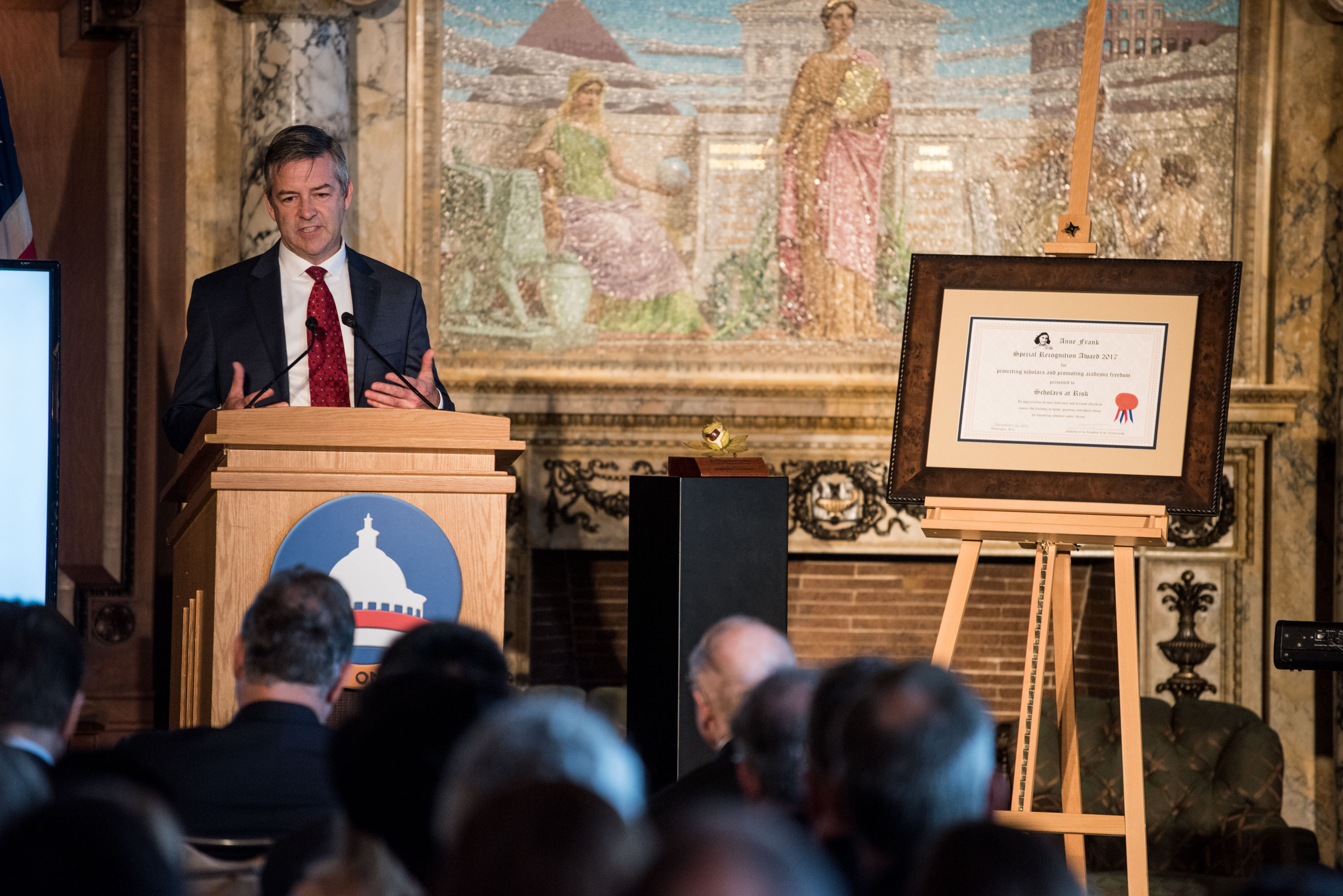
Scholars at Risk riceve il premio Anne Frank Award 2017, direttore Rob Quinn

Nel 2002, SAR ha stretto una collaborazione con l'Istituto di istruzione internazionale (IIE) che ha istituito il Scholar Rescue Fund. Questo Fondo fornisce sostegno finanziario agli studiosi che affrontano gravi minacce in modo che possano sfuggire a condizioni pericolose e continuare il loro lavoro accademico in sicurezza.
Dal 2007 al 2010, SAR ha condotto una serie di seminari per fornire un forum sicuro e aperto agli accademici e ai sostenitori di tutto il mondo per discutere le dimensioni regionali della libertà accademica e per sviluppare risposte comuni. Ciò ha portato allo sviluppo di un curriculum accademico sulla libertà accademica.
Nel 2012, SAR ha lanciato l'Academic Freedom Monitoring Project, attraverso il quale ricercatori volontari documentano attacchi contro l'istruzione superiore in determinati paesi o regioni. Il primo rapporto Free to Think è stato pubblicato nel 2015 e da allora viene pubblicato ogni anno.
Nel 2014, SAR ha formalizzato lo Student Advocacy Seminar, un'iniziativa attraverso la quale gli studenti sviluppano le capacità di ricerca e advocacy studiando casi specifici di studiosi incarcerati.

## Attività
SAR porta avanti tre tipi di attività: protezione, advocacy, ricerca e formazione.
Lavorando in collaborazione con le università partner, SAR si occupa di organizzare delle posizioni di santuario, presso le università della rete, per gli intellettuali in fuga da persecuzioni e violenze. Gli studiosi, vengono indirizzati a SAR che valuta il loro caso e li assiste nel viaggio verso una nuova università. SAR promuove contatti con fondazioni/enti finanziatori internazionali, come lo Scholar Rescue Fund.
SAR svolge attività di advocacy per conto di accademici, scrittori, artisti e altri intellettuali che sono minacciati nei loro paesi d'origine. SAR organizza campagne globali per sostenere studiosi e studenti imprigionati, coinvolgendo gli studenti in seminari di advocacy e cliniche legali per apprendere le competenze di advocacy.
SAR promuove ricerca e formazione sui temi di diritti umani, libertà accademiche, rifugiati accademici e politiche di accoglienza di accademici a rischio attraverso una conferenza annuale, seminari per docenti / ricercatori, SAR Speaker Series, gruppi di ricerca. SAR ha recentemente creato un MOOC chiamato Dangerous Questions in collaborazione con l'Università di Oslo.

## Alcuni studiosi incarcerati
- Ahmad Reza Jalali, Iran
- Gokarakonda Naga Saibaba, India
- Hatoon Al-Fassi, Arabia Saudita
- Ilham Tohti, Iran
- Khalil Al-Halwachi, Bahrein
- Sivasubramaniam Raveendranath, Sri Lanka
- Niloufar Bayani, Iran
- Nasser bin Ghaith, Emirati Arabi Uniti
- Omid Kokabee, Iran
- Patrick George Zaki, Egitto
- Rahile Dawut, Cina
- Tashpolat Tiyip, Cina
- Xiyue Wang, Iran

## Struttura
La sede attuale di SAR si trova negli Stati Uniti. Nel 2018 è stato aperto un ufficio europeo in Irlanda alla Maynooth University . SAR ha sezioni in diversi paesi che coordinano le attività dei membri SAR in quel paese.

### Sezioni SAR
SAR ha sezioni, ovvero gruppi di istituti e associazioni di istruzione superiore organizzati ufficialmente a livello nazionale o regionale per coordinare le loro attività SAR. Ogni sezione nazionale nomina un rappresentante presso il SAR International Advisory Committee, che si riunisce 3-4 volte all'anno.
SAR Italia nasce nel 2019 con una cerimonia all'Università di Padova ed è una partnership fra istituzioni universitarie e istituti di ricerca presenti in Italia e SAR.  Quattordici atenei hanno firmato il documento costituente: Università di Padova e Trento, promotrici dell’iniziativa, l’Istituto Universitario Europeo, Magna Charta Observatory, la Scuola Normale Superiore, le Università di Bologna, Brescia, Cagliari, Macerata, Milano, Siena, Torino, Trieste e Verona. Nel 2020 ci sono 23 istituzioni aderenti. Nel 2021 le istituzioni aderenti sono 27. 
| Sezione                                 | Creato nel |
| --------------------------------------- | ---------- |
| SAR Canada                              | 2012       |
| SAR Stati Uniti                         | 2018       |
| SAR Norvegia                            | 2011       |
| Rete di università britanniche CARA-SAR |            |
| SAR Irlanda                             | 2009       |
| SAR Svezia                              | 2016       |
| SAR Svizzera                            | 2017       |
| UAF-SAR Paesi Bassi e Belgio            |            |
| SAR Germania                            | 2016       |
| SAR Finlandia                           | 2017       |
| SAR Danimarca                           | 2019       |
| SAR Italia                              | 2019       |
| SAR Slovacchia                          | 2019       |

## Affiliazioni e collaborazioni
Scholars at Risk mantiene affiliazioni e partnership con altre associazioni e organizzazioni con obiettivi correlati.
Ad oggi, SAR ha formato le seguenti reti di partner:
Rete di partner EUA - SAR: Con 850 membri in 47 paesi, l'Associazione delle Università Europee è la più grande e completa organizzazione che rappresenta le università in Europa. 17 milioni di studenti sono iscritti alle università membri dell'EUA. Come voce delle università europee, EUA sostiene e porta avanti gli interessi delle singole istituzioni e del settore dell'istruzione superiore nel suo complesso.
Osservatorio della Magna Carta delle Università Europee: Nel settembre 2015, Scholars at Risk e Magna Charta hanno concordato di creare una rete formale di partner che include 802 università in 85 paesi.
Rete di partner UNICA - SAR: UNICA è una rete di 46 università di 35 capitali europee. Il suo ruolo è quello di promuovere l'eccellenza accademica, l'integrazione e la cooperazione tra le università membri in tutta Europa. Cerca anche di essere una forza trainante nello sviluppo del processo di Bologna e di facilitare l'integrazione delle università dell'Europa centrale e orientale nello Spazio europeo dell'istruzione superiore.
Gruppo di Università di Compostela: Fondato nel 1993, il Gruppo di Università di Compostela è un'associazione internazionale senza scopo di lucro che ora consiste di più di 60 università in 27 paesi. Il CGU cerca di rafforzare i canali di comunicazione tra le università che ne fanno parte; organizza eventi per lo studio e la discussione di diverse questioni relative all'istruzione superiore internazionale e promuove la mobilità e la collaborazione tra i membri come base per migliorare la conoscenza delle culture e delle lingue.
Communauté Université Grenoble Alpes: La Communauté Université Grenoble Alpes (COMUE) si è unita a SAR come rete partner nel gennaio 2017. COMUE è stata costituita in Francia nel dicembre 2014 ed è composta da sei istituti di istruzione superiore membri e quattro associati. La sua missione è quella di creare un'università di ricerca multidisciplinare con un alto profilo internazionale e una forte connessione locale che serva in modo creativo la società.
Swissuniversities: Nel 2012, le università, le scuole universitarie professionali e le alte scuole pedagogiche di tutta la Svizzera hanno fondato Swissuniversities, un organismo che si occupa di rafforzare e migliorare la collaborazione tra le istituzioni svizzere di istruzione superiore e di promuovere una voce comune sulle questioni educative. Swissuniversities coordina anche i compiti e agisce a livello internazionale come conferenza nazionale svizzera dei rettori per i suoi oltre 30 membri.
Accademie svizzere delle arti e delle scienze: Le accademie si impegnano specificamente per un dialogo equo tra la scienza e la società, e consigliano la politica e la società su questioni basate sulla scienza che siano rilevanti per la società. Rappresentano le scienze attraverso le istituzioni e le discipline. Stabilite nella comunità scientifica, hanno accesso all'esperienza e all'eccellenza e possono quindi contribuire con conoscenze specifiche a importanti questioni politiche.
Consorzio per la collaborazione nell'istruzione superiore nordamericana: Il Consorzio per la collaborazione nell'istruzione superiore nordamericana (CONAHEC) promuove la collaborazione tra istituzioni, organizzazioni e agenzie di istruzione superiore in Canada, Messico, Stati Uniti e in tutto il mondo. CONAHEC sviluppa programmi e opportunità educative per preparare professionisti con conoscenze globali a contribuire al continuo successo della regione e a un mondo migliore.
Accademia per la ricerca e l'istruzione superiore (ARES): Come federazione delle università francofone nella regione della Vallonia del Belgio meridionale, ARES coordina le attività di 127 istituzioni di istruzione superiore. ARES sostiene la partecipazione e lo sviluppo delle sue istituzioni membro nelle loro collaborazioni locali e internazionali, promuovendo la visibilità internazionale dell'istruzione superiore.
Migrazione internazionale, integrazione e coesione sociale (IMISCOE): IMISCOE è una rete europea di studiosi nel campo della migrazione e dell'integrazione e lavora su ricerche e pubblicazioni comparative che sono pubblicate nella serie di libri IMISCOE e nella rivista CMS. L'IMISCOE ha un fondo di solidarietà che usa per sostenere i suoi istituti membri ad ospitare ricercatori minacciati. A questo scopo è diventato membro del SAR. L'IMISCOE contribuisce alla formazione dei giovani ricercatori e al loro scambio in tutta Europa. Inoltre, l'IMISCOE svolge un ruolo importante nel dialogo reciproco tra ricercatori e società (politica, politica, società civile.
Unione Europea degli Studenti (ESU): L'Unione europea degli studenti (ESU) è l'organizzazione ombrello di 46 Unioni nazionali degli studenti (NUS) di 39 paesi. L'obiettivo dell'ESU è quello di rappresentare e promuovere gli interessi educativi, sociali, economici e culturali degli studenti a livello europeo nei confronti di tutti gli organismi pertinenti e in particolare l'Unione europea, il Gruppo di follow-up di Bologna, il Consiglio d'Europa e l'UNESCO. Attraverso i suoi membri, ESU rappresenta circa 15 milioni di studenti in Europa.
Associazione messicana per l'educazione internazionale (AMPEI): L'Associazione Messicana per l'Educazione Internazionale (Asociación Mexicana para la Educación Internacional) è un'organizzazione associativa senza scopo di lucro che mira a rafforzare la qualità accademica delle istituzioni messicane di istruzione superiore attraverso l'internazionalizzazione e la cooperazione internazionale.
Associazione Internazionale delle Università La Salle (IALU): IALU è uno strumento efficace per rafforzare l'educazione superiore, promuovere lo sviluppo delle università della sua rete e incoraggiare la risposta individuale e collettiva alle aspettative e alle richieste fatte alle università.